# Dražin Do
Dražin Do (cyr. Дражин До) – wieś w Bośni i Hercegowinie, w Republice Serbskiej, w mieście Trebinje. W 2013 roku liczyła 75 mieszkańców.